# Аббелен, Клаус
Клаус Аббелен (нем. Klaus Abbelen, род. 15 сентября 1960, Тёнисфорст) — немецкий автогонщик, выступает в гонках кузовных автомобилей.

## Карьера
- 1998 — Ferrari-Porsche Challenge, 4-е место.
- 1999 — Ferrari-Porsche Challenge, 9-е место.
- 2000 — Ferrari-Porsche Challenge, 3-е место.
- 2001 — Евросерия GT, «Порше», 11-е место.
- 2002 — Евросерия GT, «Порше», 3-е место.
- 2003 — FIA GT, команда «Цван», 30-е место.
- 2004 — FIA GT, команда «Цван». Одна гонка в LeMans Endurance Series.
- 2005 — Суперкубок Порше, 13-е место (часть сезона).
- 2006 — Суперкубок Порше, одна гонка.